# Tryntsje van der Zee
Tryntsje van der Zee-De Boer (29 juli 1940 - Leeuwarden, 28 november 2009) was een Nederlands vertaalster. Zij vertaalde zo'n zestig Nederlandse en buitenlandse toneelstukken naar het Fries voor het Friese toneelgezelschap Tryater en verscheidene andere Friese amateurgezelschappen, zoals het Burgumer Iepenloftspul.

## Loopbaan
Van der Zee begon als secretaresse bij het toneelgezelschap Tryater, waarvan haar man Pyt de eerste artistiek leider was. Nadat zij eerst teksten controleerde, is zij deze later zelf gaan vertalen. Daarnaast was zij als taalcorrector en taalwacht verbonden aan Tryater.
In totaal vertaalde Van der Zee ongeveer zestig werken.

## Onderscheidingen
In 2008 is Tryntsje van der Zee vanwege haar verdiensten benoemd tot Ridder in de Orde van Oranje-Nassau.. Ook kreeg ze dat jaar de Obe Postmapriis toegekend, voor haar vertalingen van toneelstukken in de voorgaande drie jaar. Volgens de jury heeft zij met haar aansprekende taalgebruik bijgedragen aan het succes van Tryater.

## Vertaalde werken
- De kersentuin van Anton Tsjechov
- De Gebroeders Leeuwenhart van Astrid Lindgren
- Dood van een handelsreiziger van Arthur Miller
- Hamlet van William Shakespeare

- Nederlandse Thesaurus van Auteursnamen: 074738143
- Virtual International Authority File: 305238977
- WorldCat: E39PBJgmRdrtFrWbtPdCGpxMT3